# بول هونتينغتون
بول هونتينغتون (بالإنجليزية: Paul Huntington)‏، من مواليد 17 سبتمبر 1987 في كارليزي في إنجلترا، لاعب كرة قدم إنجليزي.
بدأ مسيرته الكروية مع نادي نيوكاسل يونايتد في عام 2005، وهو يلعب معهم حتى الآن.

## روابط خارجية
- بول هونتينغتون على موقع قاعدة بيانات كرة القدم.إي يو (الإنجليزية)
- بول هونتينغتون على موقع Soccerbase.com (لاعب) (الإنجليزية)
- بول هونتينغتون على موقع عالم كرة القدم.نت (الإنجليزية)
- بول هونتينغتون على موقع كووورة